# Fabrikantenvilla Carl Pieper
Die Fabrikantenvilla Carl Pieper liegt im Stadtteil Kötzschenbroda der sächsischen Stadt Radebeul.

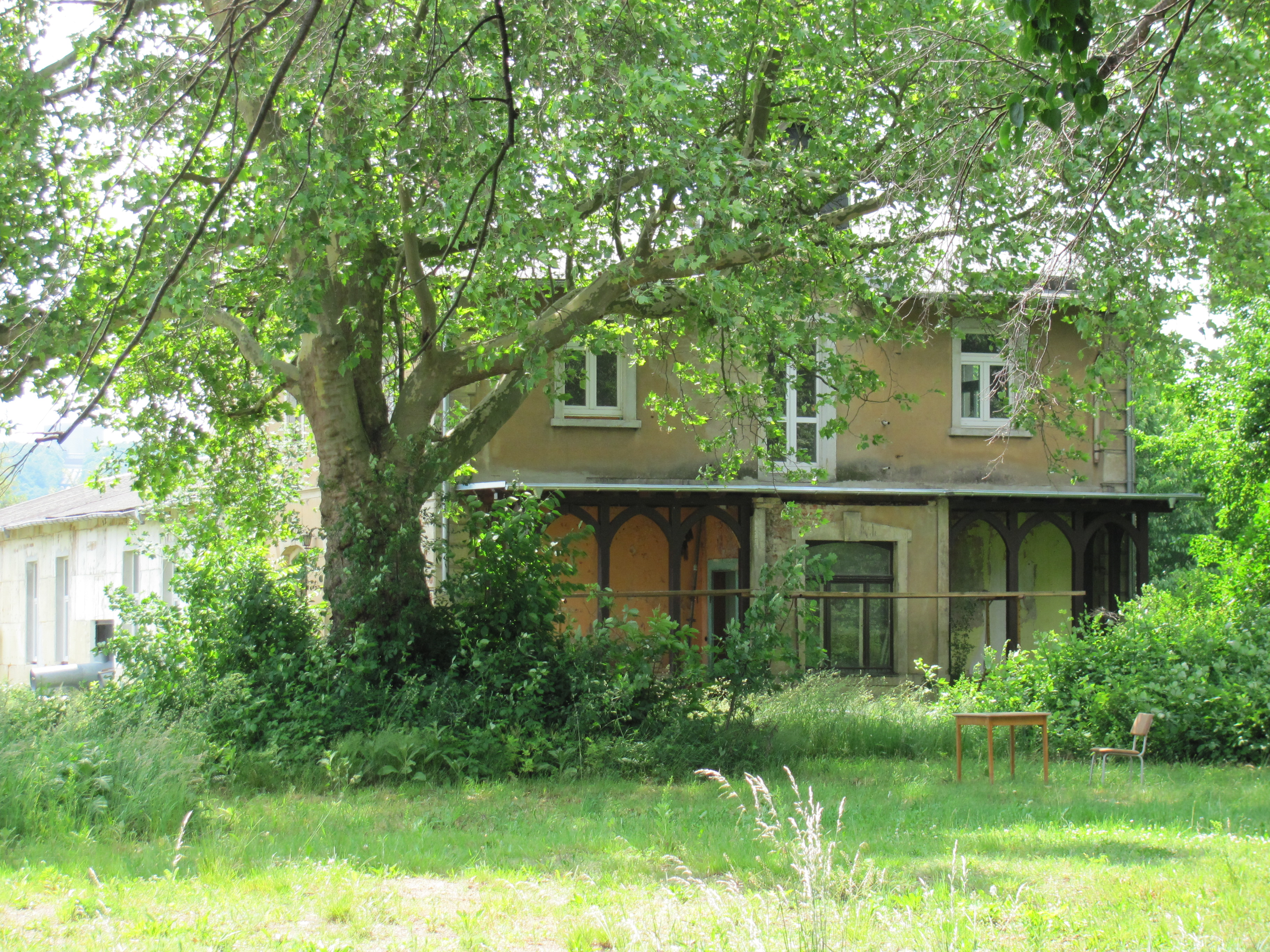
Fabrikantenvilla Fabrikstraße 9

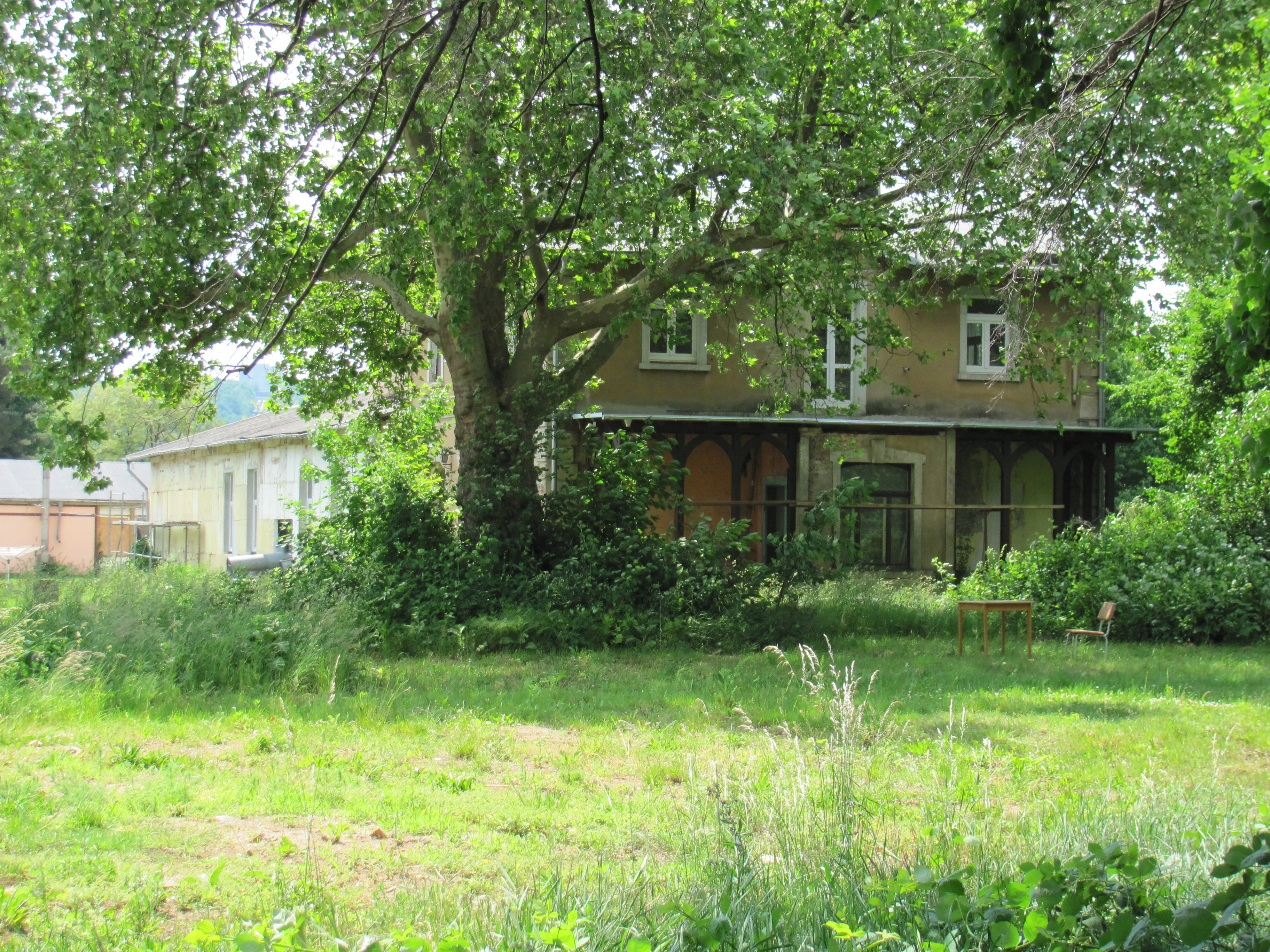
Villa am Kopf der Fabrikhalle

## Beschreibung
Die nach 2012 nicht mehr unter Denkmalschutz stehende Fabrikantenvilla ist direkt vorne vor den Werkstatträumlichkeiten angebaut. Bereits 1873/1874 bestand dort auf dem Gelände der Reparaturwerkstätte für Lokomobile, Dresch- und Ackermaschinen von Carl Pieper ein Wohngebäude, das 1889/1890 durch Umbau durch den ortsansässigen Maurermeister Moritz Große zu einer Fabrikantenvilla aufgewertet wurde.
Das zweigeschossige Gebäude hat eine Größe von drei zu drei Fensterachsen, obenauf befindet sich ein flaches, weit überkragendes Satteldach. Der Putzbau mit Eckquaderung liegt traufständig zur Halle, die andere Traufseite bildet die Hauptansicht tief im Grundstück. In der Hauptansicht befindet sich auf dem Dach ein kurzer Turm mit einem spitzen Helm. Unter dem Turm steht mittig ein einachsiger Söller, an den sich auf beiden Seiten zwei Holzveranden anschließen, deren Verbretterung spitzbogige Arkaden verdecken.